# Івенца
Івенца (словен. Ivenca) — поселення в общині Войник, Савинський регіон, Словенія. 
Висота над рівнем моря: 279 м.